# رفيق شرف
رفيق شرف (1932، بعلبك - 2003، بيروت) هو رسام لبناني، درس في الأكاديمية اللبنانية للفنون الجميلة، وفي عام 1955 حصل على منحة دراسية من الحكومة الإسبانية وذهب إلى أكاديمية سان فرناندو الفنية في مدريد قبل العودة إلى لبنان.

## حياته
نشأ رفيق شرف في حي فقير في بعلبك بلبنان، وكان له أسلوبًا تعبيريًا في رسوماته وأعماله الفنية، واهتم رفيق بمجموعة من الموضوعات بما في ذلك القضايا السياسية المعاصرة، والنضالات الاجتماعية لشعبه، والفنون والشعر الشعبي.
يُعتبر رفيق شرف فنان ذو رؤية متشائمة، فقد قام في أوائل الستينيات من القرن العشرين بتصوير مناظر طبيعية مزيفة استخدم في إنتاجها الأسلاك والأشجار الميتة، فعده النقاد من المدرسة التشائمية. ولقد أظهر دائمًا مشاركة اجتماعية وسياسية في فنه، وعندما اندلعت الحرب الأهلية اللبنانية أنتج ملصقات تدعم المقاومة الوطنية، وقام خلال هذه الفترة بعمل المزيد من الرسومات الشخصية التي فسر فيها مشاعره بشأن المأساة التي هزت بلده. شاركت اثنان من هذه الرسومات في معرض "الطريق إلى السلام"، وهو معرض برعاية الناشط الفني صالح بركات أُقيم في 2009 في مركز بيروت للفن، ويشمل الفنون البصرية اللبنانية بين عامي 1975 و1991. وفي السنوات التالية للحرب انجرف رفيق شرف في اتجاه معاكس، حيث عمل على إنتاج لوحات وأيقونات استخدم فيها أوراق ذهبية استوحاها اللوحات الدينية البيزنطية والشرقية. 
أبدى رفيق شرف اهتمامًا بالثقافة الشعبية، فله العديد من الأعمال المستوحاة من التاريخ والفلكلور الشفهيين، كما ابتكر سلسلة من اللوحات التي تصور ملحمة الشاعر والبطل العربي عنترة بن شداد وابنة عمه عبلة الذي وقع في حبها.
حصل رفيق على الجائزة الأولى لوزارة التربية في لبنان سنة 1959.

## مشاركاته في المعارض

### المعارض الفردية
قام رفيق شرف بعرض أعماله في عدة معارض فردية خاصة به منها:
- الجسد والفضاء، بيروت، 1981.
- عنتر وعبلة، لبنان، 1978.
- شرف، بيروت، 1975.
- شرف، بيروت، 1974.
- من الرجال والخيول، بيروت، 1973.
- الأرض المفقودة، فندق كارلتون، بيروت، 1964.
- قصر اليونسكو، 1961.

### المعارض الجماعية
شارك رفيق شرف في العديد من المعارض الجماعية منها:
- فن من لبنان، مركز بيروت للمعارض، 2012.[9]
- دي لوميير دي سانغ، مؤسسة أودي، بيروت، 2010.[10]
- الطريق إلى السلام، مركز بيروت للفن، 2009.
- المناظر الطبيعية. مناظر المدينة 1 - معرض مقام الفني، بيروت، 2009.
- بينالي باريس، 1965.
- صالون اليونسكو الثالث، بيروت، 1955.

## وصلات خارجية
- الموقع الرسمي.
- رفيق شرف في مجموعة مقبل الفنية.